# Galerucella consentanea
Galerucella consentanea es una especie de insecto coleóptero de la familia Chrysomelidae.
Fue descrita científicamente en 1924 por Hope.